# Vis à billes
Pour les articles homonymes, voir Vis.

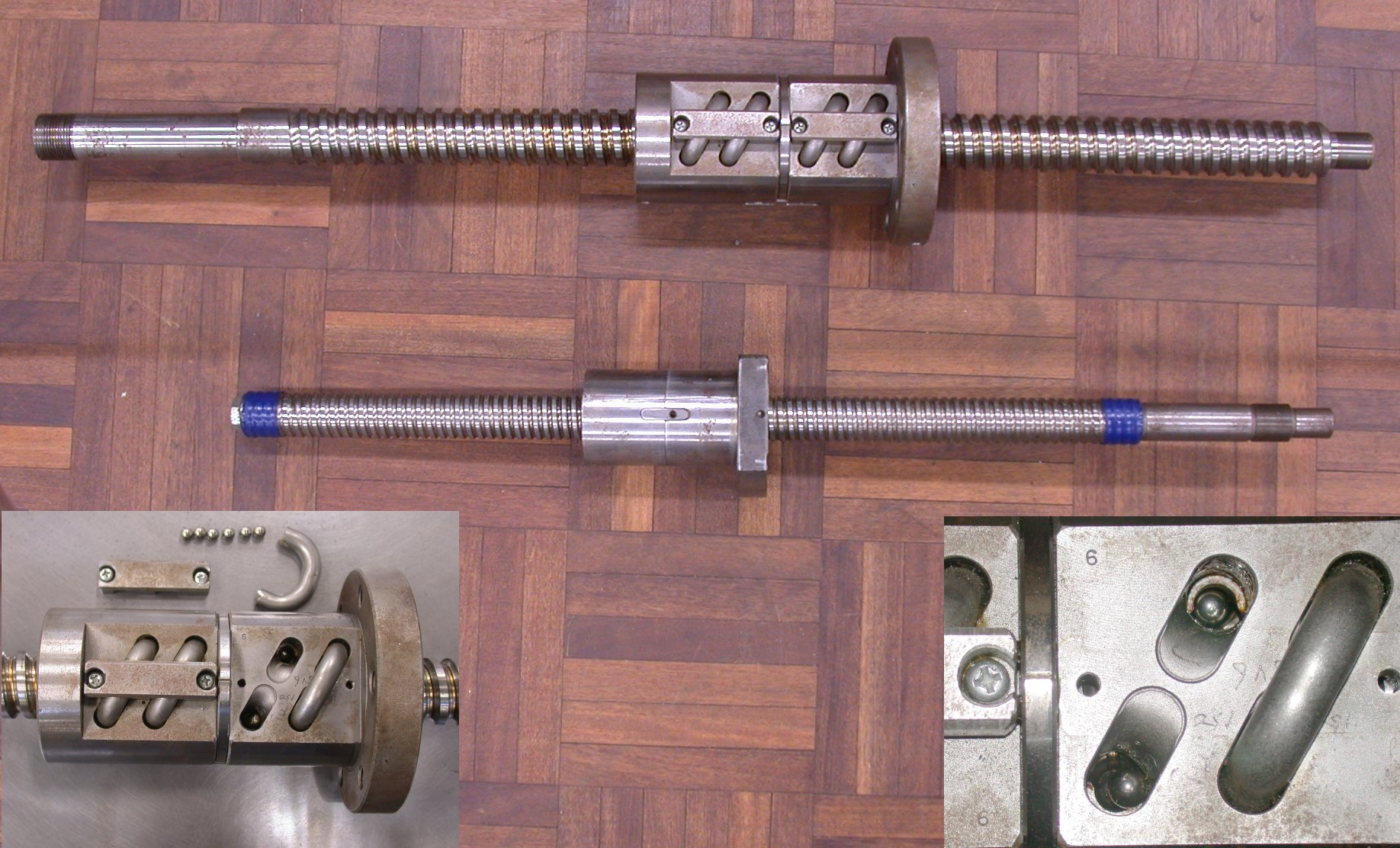
Photo montrant deux vis à billes. Les images insérées détaillent l'assemblage des billes dans les mécanismes. À gauche: tube de recirculation, à droite, vue rapprochée des canaux de recirculation

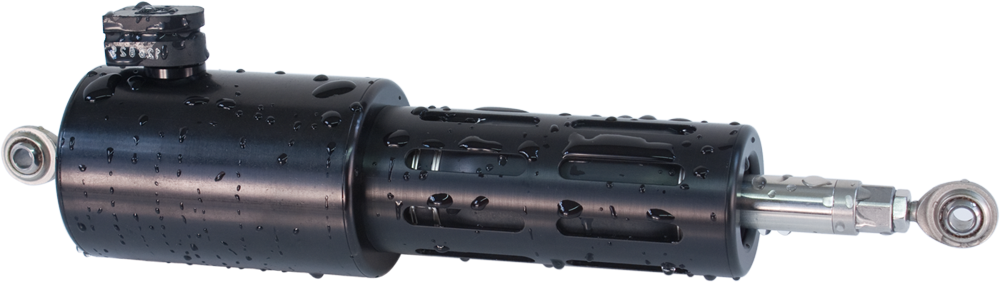
Actionneur linéaire électromécanique sous-marin (fabriqué par Ultra Motion Inc). Cet actionneur utilise une vis à billes et un écrou, où la vis tourne ; l'écrou subit alors une translation linéaire pure. Ce produit est notamment utilisé sur des véhicules sous-marins télécommandés (ROV)

Une vis à billes est un mécanisme assurant la conversion d'un mouvement de rotation en un mouvement de translation (liaison hélicoïdale). C'est un équivalent du mécanisme de vis-écrou, où des billes sont intercalées entre les deux pièces.
La présence des billes permet de diminuer fortement le frottement qu'on rencontre dans un système vis-écrou simple. Les vis à billes s'imposent donc dans les cas :
- de transmission de puissance
- de mouvements de précision, le remplacement du frottement par le roulement amenant la quasi-disparition de l'usure des surfaces, et donc des jeux (mécanique)
- où on recherche une réversibilité de la conversion rotation / translation

## Introduction
Les vis à billes permettent de transformer un mouvement de rotation en un mouvement de translation, grâce à la technique de recirculation de billes à l’intérieur de l’écrou. Il existe plusieurs types de fabrication :
1. Rectifiées par usinage, (pouvant être les plus précises mais les moins économiques) ;
2. Roulées générées par laminage à froid créant une déformation plastique, le filet de l’écrou est terminé en rectification, (moins bonnes dans les précisions élevées mais très économiques) ;
3. Tourillonnées (permet de faire à façon des diamètres et des pas non-standards).

Cette technologie est utilisée dans le monde entier, dans des secteurs d’activités très différents :
1. Construction de machines-outils (fraisage, tournage, rectification, etc.) ;
2. Construction mécanique (machines à papier, à emballer, d’imprimerie, robots, levage) ;
3. Industrie de l’acier (équipement de fours, élévateur de brames) ;
4. Industrie automobile (boîtes de direction) ;
5. Nucléaire (robot de chargement, mécanisme de commande des grappes) ;
6. Industrie aéronautique (volets d’atterrissage, vis télescopiques de passerelles) ;
7. Technologie médicale (appareils de radiologie, d’irradiation, lits d’hôpitaux) ;
8. Technique de signalisation (dispositif de réglage).

La technologie vis à billes a un rendement bien supérieur à celui des vis trapézoïdales, (qui est de 50 %, il peut atteindre 98 % pour la vis à billes).
Leur durée de vie est supérieure grâce à la faible usure et la puissance d’entrainement est réduite.
Il n'y a pas d’effet de stick slip (marche saccadée par effet de succion). Le positionnement en translation est plus précis et la vitesse de déplacement plus élevée, avec peu d’échauffement.
En raison du bon rendement les vis à billes ne sont pas autobloquantes (donc réversibles).

## Type de recyclage
Les vis à billes se composent principalement de quatre éléments d’action.
1. La vis et l’écrou sont les chemins intérieur et extérieur ;
2. Les billes sont les éléments de roulement et de transmission ;
3. Les déflecteurs sont les organes de transfert.

Avec ce mode de roulement, on obtient un frottement presque nul, un rendement très élevé et une grande sûreté de fonctionnement.
Ce type de recyclage, breveté, réduit au minimum l’épaisseur des écrous, puisqu’il n’existe pas de retour extérieur (tubes).

## La lubrification des vis à billes
Les recommandations pour la lubrification des vis à billes sont les mêmes que pour les roulements à billes.
Elles peuvent aussi bien être lubrifiées à l’huile qu’à la graisse.
La perte de lubrifiant est toutefois plus importante que pour les roulements classiques en raison du mouvement axial entre la vis et l’écrou.
Un seul remplissage de graisse en vue d’une lubrification à vie s’avère insuffisant dans la plupart des cas.
Lubrification à la graisse :
L’avantage d’une lubrification à la graisse est de permettre l’espacement de la relubrification périodiques qui n’est nécessaire qu’au bout de 500 à 1 000 heures.
Il n’est alors plus indispensable de prévoir un équipement de graissage automatique. Toutes les graisses pour roulements du commerce peuvent être utilisées, à condition de ne pas être mélangées.
Pour les vis à billes soumises à des sollicitations normales, il est recommandé d’utiliser une graisse :
Au savon de lithium classe de consistance DIN 51818-2, toutes les marques de graisses disposent d'une gamme de ce type, il n'est pas nécessaire de citer un exemple précis.
Conditions normales de service :
1. Charge F ≤ C/2 ;
2. T° 10 °C à 30 °C ;
3. Vitesse de rotation ≤ 2 500 min-1.

Lorsque la vitesse de rotation n de la vis à billes est moyenne :
1. n < 600 min-1, toutes les 500 heures de services ;
2. n > 600 min-1, toutes les 1 à 150 000 m de course.

Lubrification à l'huile :
Une lubrification à l’huile peut être continue ou intermittente.
Dans le second cas, le débit nécessaire oscille de 1 à 15 cm3/h, selon la taille de l’écrou, la vitesse et la charge appliquée. Avec un système à brouillard d’huile, injecté par de l’air comprimé séché, on peut estimer la quantité nécessaire de 6 à 120 gouttes par minute. Il ne faut jamais utiliser un lubrifiant qui contient du bisulfure de molybdène ou du graphite.
La viscosité ou le grade sera choisi dans chaque cas en fonction de la température, de la vitesse et des charges.